# Martin Ritter

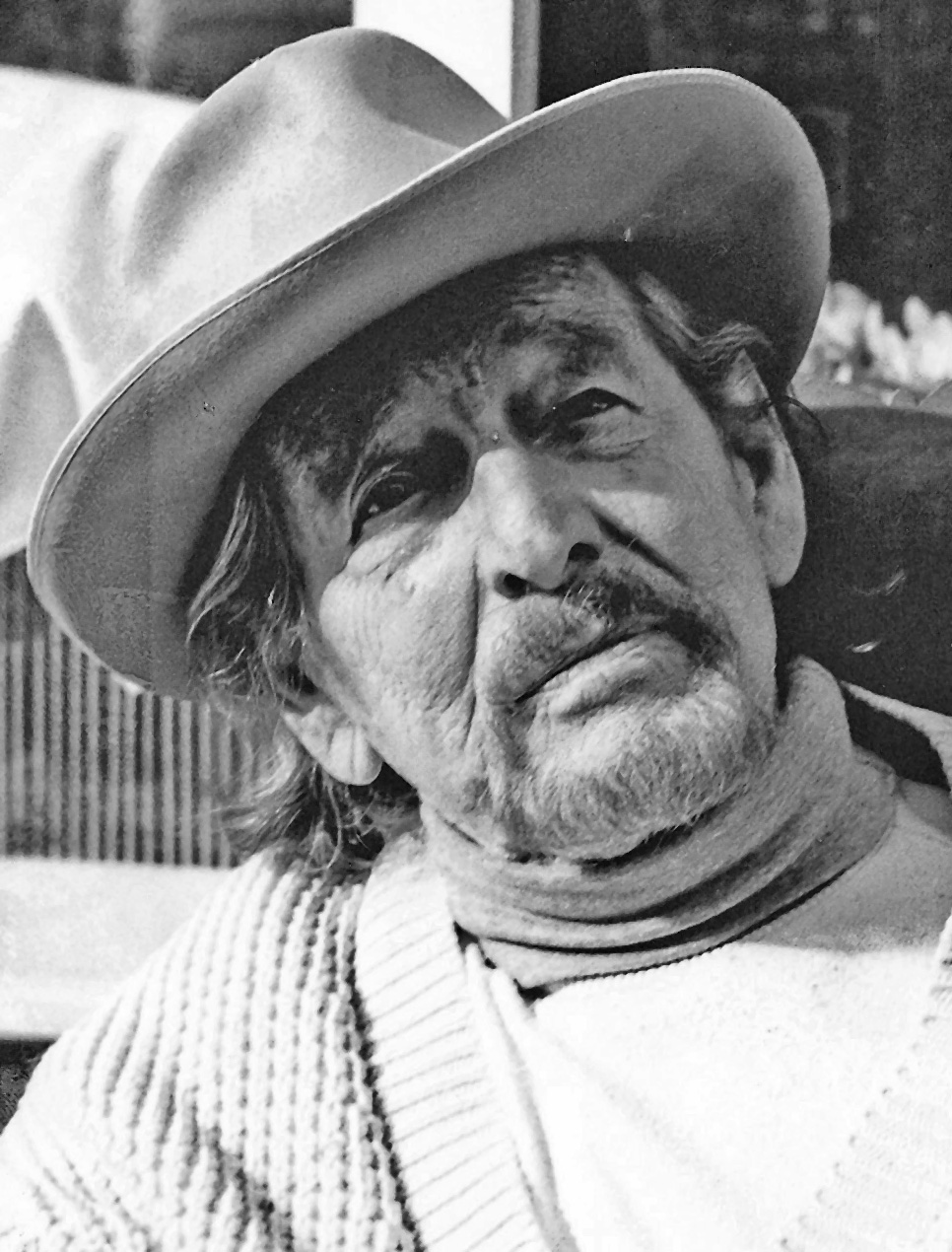
Martin Ritter mit 95 Jahren

Martin Ritter (* 25. Februar 1905 in Glauchau; † 14. Mai 2001 in Baldham bei München) war ein deutscher Maler und Grafiker. Er wird zu den Künstlern des Expressiven Realismus der verschollenen Generation gezählt. Er schuf Werke in Öl, Aquarell, Tempera, Tusche und Kohle mit einer Vielfalt an Techniken. Sie stellen Blumen-Stillleben und Landschaften dar oder behandeln menschliche Grunderfahrungen in archetypischen, mythologischen und sakralen Motiven.

## Leben

### Kindheit
Martin Ritter wurde am 25. Februar 1905 in Glauchau geboren. Er wuchs zusammen mit drei jüngeren Brüdern und einer älteren Schwester bei seiner Mutter Martha Ritter (geb. Schröder) und seinem Vater Max Ritter auf. Sein leiblicher Vater war der Porträt- und Landschaftsfotograf Richard Warth. Bereits im Alter von 5 Jahren begann er, kunstvolle Scherenschnitte anzufertigen. Als Wunderkind wurde er an den Höfen des sächsischen Adels herumgereicht. 1912 beauftragte ihn August Wilhelm von Preußen mit einer Scherenschnitt-Arbeit für seinen Sohn, einem ABC in Bildern. Ferdinand Avenarius machte in der Zeitschrift Der Kunstwart auf ihn aufmerksam; Bruno Paul, sein erster Lehrer, empfahl ihn der Kunstakademie.

### Jugend und Ausbildung
Nach Abschluss des Glauchauer Realgymnasiums begann Martin Ritter 1922 an der Kunstakademie Breslau bei dem Maler und Lithografen Otto Mueller zu studieren. 1923 folgte er seinem Lehrer Karl Hanusch als dessen Meisterschüler an die Staatliche Kunstschule für Textilindustrie Plauen. Wegen einer Krankheit des Vaters nachhause zurückgerufen, studierte er ab 1924 an der Hochschule für Bildende Künste Dresden. Er war Meisterschüler des Kunstmalers Richard Dreher und machte Bekanntschaft mit anderen Akademie-Professoren wie Otto Hettner, Otto Dix, Richard Müller und deren Schülern. Seine Werke wurden u. a. in Ausstellungen der Dresdner Kunstgenossenschaft beim Sächsischen Kunstverein auf den Brühlschen Terrassen oder der Künstlervereinigung Dresden an der Lennéstraße gezeigt. 1932 schloss er sein Studium mit dem Ehrenzeugnis ab.

### Blumenmaler
1932 heiratete Ritter Helene Stephan und ließ sich in Dresden nieder. 1943 verzeichnete ihn das Dresdner Adressbuch in Blasewitz in der Deutschen-Kaiser-Allee (heute Mendelssohn-Allee) 40.
In der Zeit des Nationalsozialismus war Ritter Mitglied der Reichskammer der bildenden Künste. Für diese Zeit ist seine Teilnahme an 10 Ausstellungen sicher belegt, darunter 1938 und 1940 die Große Deutsche Kunstausstellung in München. 1938 erwarb dort Goebbels die beiden ausgestellten Blumen-Aquarelle. Da seine Blumen-Stillleben dem Zeitgeschmack des Nationalsozialismus entsprachen, trug man ihm eine Professur an einer Kunstakademie an. Diese lehnte er aber u. a. aufgrund seiner antifaschistischen Einstellung ab. Er lebte und arbeitete danach im privaten Kreis seiner Maler-Freunde: Wilhelm Lachnit, Max Lachnit, Fritz Skade, Kurt Schütze, Ernst Bursche. Seine Studien im Zirkus Sarrasani und im Ballettsaal des Dresdner Theaters brachten ihn in den Künstlerkreis um die Tanzpädagogin Gret Palucca und er befreundete sich mit der Ausdruckstänzerin Dore Hoyer.

### Freischaffender Künstler
Martin Ritter überlebte den Zweiten Weltkrieg als Zivilist in Dresden. Bei dem vernichtenden Bombenangriff auf die Stadt im Februar 1945 wurden seine gesamte Habe und fast alle seine bisherigen Werke zerstört.
1946 wurde der 1945 geborene Ulrich aufgenommen und später adoptiert. 1948 zog die Familie aus Sachsen ins Rheinland nach Rheydt-Odenkirchen. Der Maler schlug sich in dieser Zeit mit Portraitstudien und Gestaltung von Bühnenbildern, Kostümen oder Wirtshauswänden im Karneval sowie anderen Gelegenheitsaufträgen durch.
1949 gelangte die Familie nach Neustadt an der Weinstraße/Pfalz, wo sie 1951 im Haus der begüterten Musikpädagogin Else Wappler aufgenommen wurde. Martin Ritters Bilder und Grafiken waren in der Folgezeit in zahlreichen Ausstellungen von Museen und Galerien vorrangig in Rheinhessen, aber auch in anderen Landesteilen zu sehen. 1953 war er Gründungsmitglied der Pfälzer Künstlergenossenschaft, einer Gruppe, die traditionsgebundene und anschauliche Moderne vereinte. Er arbeitete bei der Arbeitsgemeinschaft Pfälzer Künstler (apk) mit, der traditionsreichsten Künstlervereinigung in Rheinland-Pfalz, und er wurde Mitglied der italienischen Accademia Italia delle Arti e del Lavoro.
Die Stadt Neustadt ehrte ihn 1955 an seinem 50. Geburtstag mit drei parallelen Ausstellungen. Für Kirchen und öffentliche Profanbauten entstanden Glasfenster, Sgraffiti, Mosaiken und Steinmalerein in selbst entwickelter neuartiger Technik. Die Existenzängste in der Nachkriegszeit und sein pausenloses künstlerisches Arbeiten führten 1960 zu einem Herz-Kreislaufzusammenbruch, der ihn über mehrere Monate zu einem Kuraufenthalt in Bad Bergzabern südlich von Neustadt zwang. Um Kraft zu schöpfen, reiste er 1961 für mehrere Wochen nach Rom und war Gast in der Villa Massimo, wo eine Serie von Lithografien entstand. 1961 zeigte die Galerie Wolfgang Gurlitt in München eine repräsentative Zusammenschau der Gemälde und Grafiken Martin Ritters aus der Nachkriegszeit. In diesem Jahr wurden seine Werke auch an anderen Orten in Deutschland sowie in Marseille, Frankreich, ausgestellt.

### Alter
Immer nach Neuem suchend zog der Maler 1963 mit der Familie in die Nähe Münchens. Trotz zahlreichen weiteren Ausstellungen fand er in den folgenden Jahren nicht mehr die gleiche Beachtung wie in Dresden oder Neustadt. Im Buch Wandlungen wurde eine biografische Retrospektive der Werke bis 1980 veröffentlicht. An runden Geburtstagen feierte ihn sowohl die Pfälzische wie die Münchener Presse. Martin Ritter erlitt mehrere Rückfälle seiner Krankheit und musste sich 1975 einer schweren Herzoperation unterziehen. Dies hinderte ihn aber nicht am kontinuierlichen Arbeiten; sein malerisches wie grafisches Werk wuchs ununterbrochen. Selbst im Krankenbett füllte er rastlos Skizzenbücher mit farbigen Tusche-, Faser- und Kugelschreiber-Zeichnungen. Dieses getriebene Schaffen endete erst mit seinem Tod 2001.

## Künstlerisches Schaffen
Schon als Kind wurde Martin Ritter durch Eindrücke in den Jugendstil-Kabinetten des Foto- und Kunstateliers Warth seines leiblichen Vaters geprägt, im Verlauf der Jugend durch das ästhetische Umfeld in der Stadt Dresden und später durch die regelmäßigen Aufenthalte an der ligurischen Küste, auf Ischia oder durch Reisen nach Rom und Tunesien. In seinen Werken spiegeln sich viele Schicksalsschläge wider, wie die Zerstörung Dresdens, sein gesundheitlicher Zusammenbruch und der Tod seiner Frau Helene.
Thematisch wechselten zwar die Schwerpunkte seiner Darstellungen, er war aber nie ausschließlich festgelegt: anfangs Landschaften, dann Blumen-Stillleben und Tänzerinnen, nach dem Krieg große Köpfe, stolze Frauen oder bukolische Motive, später mythologische, archetypische oder sakrale Darstellungen. Sie behandeln existentielle menschliche Situationen wie Freundschaft und Liebe oder Verlust und Tod, sie preisen die Schönheit oder klagen die Zerstörung an. Daneben skizzierte er die Schwächen seiner Mitmenschen in bissigen Karikaturen.
Kennzeichnend für Martin Ritter ist die Vielfalt seiner Darstellungsarten. Er beherrschte fast alle Techniken, experimentierte damit und suchte nach ungewöhnlichen Ausdrucksmöglichkeiten in übergroßen bis kleinsten Formaten. Allen Werken eigen ist ein sicher gesetzter Strich. Die nachimpressionistische Schule, die in seiner Jugend die Malkultur in Dresden bestimmte, beeinflusste noch seine frühen Werke. Aus expressionistischen Bildern entwickelte sich die Darstellungsweise des Expressiven Realismus. Als Einzelgänger passte er in keinen Stilbereich der pluralistischen Kunstszene des 20. Jahrhunderts. Er wollte anschaulich bleiben und er wollte nicht idealisieren, sondern seine Welt so abbilden, wie er sie für sich erlebte. Insofern lehnte er die ungegenständliche Malerei ab. Seine ausdrucksstarken Gemälde sind von intensiver Farbgebung und bis ins hohe Alter von jugendlicher Kraft und Sinnlichkeit. Eine breite Öffentlichkeit blieb ihm versagt; erst rund um den 80. Geburtstag wurden ihm, veranlasst durch die Accademia Italia, verschiedene Ehrungen als Anerkennung seines Lebenswerkes zuteil.

## Nachlass
Nach dem Tod des Malers 2001 kümmerte sich der Sohn Ulrich Ritter (1945–2007), ein Schauspieler und Autor, um den umfangreichen Nachlass an Gemälden und Skizzen. In der Presse wurde Martin Ritter wiederholt gedacht, so u. a. bei seinem Tod 2001 mit einem Nachruf oder zum 100. Geburtstag 2005 mit einem retrospektiven Artikel.
Nach dem Tod des Sohnes beschloss ein Freundeskreis, das bildnerische Werk von Vater Martin Ritter und literarische Werke von Sohn Ulrich Ritter zu bewahren und zu verbreiten. Er gründete im Oktober 2008 den gemeinnützigen Verein  NOTTURNO – Freunde und Förderer des Gesamtkunstwerkes von Martin Ritter und Ulrich Ritter e. V. Diesem wurde nach Feststellung der gesetzlichen Erben der gesamte Nachlass 2010 als Schenkung übergeben. Der Verein renovierte das Wohnhaus im alten Charakter und gestaltete es zu einem eigenen Museum und Ort aktiven Kunst-Erlebens. Er zählt es zu seinen Aufgaben, die Kunstwerke sowie alle Dokumente, Tagebücher und Rezensionen zu archivieren und die Werke der Öffentlichkeit zugänglich zu machen. In jährlichen Ausstellungen sind ausgewählte Gemälde und Grafiken zu bestimmten Themen zu sehen; das Haus und die Kunstwerke können auf Anfrage besichtigt werden. Regelmäßige Treffen sind für Freunde und Bekannte offen, zu besonderen Gedenkfesten wird öffentlich eingeladen.

## Ehrungen
- 1929 Anerkennung, Akademie zu Dresden, Staatliche Hochschule für bildende Kunst
- 1932 Ehrenzeugnis, Akademie zu Dresden, Staatliche Hochschule für bildende Kunst
- 1932 Kunstpreis der Landeshauptstadt Dresden
- 1979 Medaglia d’Oro, Accademia Italia delle Arti e del Lavoro, Salsomaggiore Terme (15. November 1979)
- 1983 Ehrendiplom Ordine internazionale dei Volontari per la Pace, Salsomaggiore Terme (6. Mai 1983).
- 1986 Golde Fackel der Künste, Weltparlament (USA) (22. Januar 1986)
- 1986 Doctor of Art, honoris causa, Interamerican University of Humanistic Studies, (Academic Year 1987)
- 1986 Goldene Palme Europas, Accademia Europea, Calvatone (24. September 1986)
- 1988 Centauro d’Oro, Accademia Italia delle Arti e del Lavoro, Cremona (11. September 1988; IV Quadriennale)

## Weitere Ausstellungen (unvollständig)
- 1914 Chemnitz, Museum für Kunst und Gewerbe
- 1925 Dresden, Sächsischer Kunstverein, Kunstausstellung der Dresdner Kunstgenossenschaft
- 1932 Dresden, Städtische Kunsthalle, Kunstausstellung der Vereinigung Schaffender Künstler
- 1939, 1940, 1946 Dresden, Sächsischer Kunstverein: Herbstausstellung 1945
- 1945 Glauchau, Kunstausstellung Glauchauer Künstler im Stadt- und Heimatmuseum Glauchau[14]
- 1946 Dresden, Kunstausstellung Sächsische Künstler[15]
- 1946 Dresden, Allgemeine Deutsche Kunstausstellung
- 1947 Dresden, Grünes Haus („Sommerausstellung 1947. Ernst Grämer – Martin Ritter“)
- 1947 Freiberg, Stadt- und Bergbaumuseum, 2. Ausstellung Erzgebirgischer Künstler[16]
- 1947/1948 Freiberg, Stadt- und Bergbaumuseum, Sonderausstellung mit Hans Weiß, Alexander Neroslow, und Rupprecht von Vegesack[17]
- 1953 München, Städtische Galerie im Lenbachhaus: Pfälzer Künstler
- 1953 Neustadt, Städtischer Lesesaal: Grafisches Schaffen von 1945 bis 1953 (Einzelausstellung)
- 1954 Speyer, Historisches Museum der Pfalz, Pfälzer Künstlergenossenschaft: Herbstausstellung
- 1955 Neustadt, Goethesaal / Kulturamt im Saalbau / Centre Culturel Francais, drei parallele Ehrenausstellungen
- 1958 Kaiserslautern, Arbeitsgemeinschaft Pfälzer Künstler (apk)
- 1958/1959 Dresden, Vierte Deutsche Kunstausstellung
- 1959, 1961 Mannheim, Kunstverein im Mannheimer Schloß
- 1961 München, Galerie Wolfgang Gurlitt: Retrospektive (Einzelausstellung)
- 1961 Rom, Italien, Piazza Spagna: Rom – Menschen, Mauern, Katzen
- 1963 Hamburg, Hamburger Kunstausstellung Planten un Blomen,
- 1964 Karlsruhe, Karlsruher Kulturtage, Verband der Heimkehrer
- 1965 Speyer, Kreissparkasse:Repräsentativ-Schau, (Einzelausstellung)
- 1965 München, Kunstverein, Künstlergilde und Adalbert-Stifter-Verein
- 1966 München, Kraus-Maffei-Verwaltungsgebäude: Gemälde und Zeichnungen (Einzelausstellung)
- 1967 Ludwigshafen, Stadtmuseum: Greller – Ritter, Zwei Pfälzer Künstler (Doppelausstellung)
- 1970 Vaterstetten, Kulturverein Zorneding/Baldham (Einzelausstellung)
- 1971 Bad Bergzabern, Südpfälzische Kunstgilde: Grafik und Druckgrafik (Einzelausstellung)
- 1971 München, Stadtmuseum: Kriegsmaler – Maler im Krieg
- 1977 Neustadt: Große Formate, (Einzelausstellung)
- 1979 Bad Bergzabern, Galerie Willibald Länger: Kleine Formate (Einzelausstellung)
- 1980 Neustadt, Kulturamt im Saalbau; Zum 75. Geburtstag (Einzelausstellung)
- 1984 Bad Bergzabern, Kurhotel Am Wonneberg (Einzelausstellung)
- 1984 Marseille, Frankreich, 57. Salon de peinture d’Allauch, Vieux Bassin (Einzelausstellung)
- 1985 Ebersberg, Rathaussaal: Nie wieder Krieg, nie wieder Faschismus (Einzelausstellung)
- 1985 München, Galerie der Künstler, Retrospektive (Einzelausstellung)
- 1988 Vaterstetten, Rathaus: Retrospektive (Einzelausstellung)
- 1989 Bad Godesberg, Galerie Ossenpohl (Einzelausstellung)
- 1989 Neustadt, Herrenhof Mußbach: Kunst im Herrenhof (Einzelausstellung)
- 1995 Vaterstetten, Rathaus: Spätlese (Einzelausstellung)
- 1995 Glauchau, Schoßkabinett (Einzelausstellung)

posthum
- 2005 Vaterstetten, Rathaus: Im Wandel unverkennbar (Einzelausstellung)
- 2005 Neustadt, Villa Böhm: 100 Jahre Martin Ritter (Einzelausstellung)
- 2008 ff jährlich kleinere Themen-Ausstellungen im lokalen Raum Vaterstetten